# 沈塘镇
沈塘镇，是中华人民共和国广东省湛江市雷州市下辖的一个乡镇级行政单位。

## 行政区划
沈塘镇下辖以下地区：
沈塘社区、孟山村、揖花村、平余村、大周村、大陈村、昌辉村、茂胆村、茂莲村、迈豪村、沈塘村、罗家村、塘边村、温宅村、居蕉村、卜格村、茂良村和处井村。